# Bragança Izabella portugál királyi hercegnő
Izabella (1402 október – 1466. október 26.), Bragança hercegnője, portugál királyi hercegnő. I. Izabella kasztíliai királynő és I. Mánuel portugál király nagyanyja.

## Élete
Apja Barcelos 8. grófja, Alfonzó, akiből később Braganza 1. hercege lett. Édesanyja Beatrix Pereira de Alvim. Felmenői között volt Lancaster és Aquitánia ura, Genti János lancasteri herceg is, aki III. Eduárd angol király és Hainaut-i Filippa harmadik fia volt. 1424-ben Izabella nőül ment János infánshoz, I. János portugál király és Lancasteri Filippa fiához, akitől négy gyermeke született.
1442-ben meghalt Izabella férje, az asszony pedig 24 évvel később, 64 esztendős korában követte őt a sírba; Arévalo városában hunyt el. Leszármazottai között szerepel többek között II. Johanna kasztíliai királynő, Aragóniai Katalin angol királyné (VIII. Henrik angol király első felesége), I. Mária angol királynő, V. Károly német-római császár és II. Fülöp spanyol király is.

## Gyermekei
- Diego (1425–1433),
- Izabella (1428–1496), I. Izabella kasztíliai királynő anyja,
- Beatrix (1430–1506) I. Mánuel portugál király anyja,
- Filippa, Almada úrnője (1432–1444).